# Love Story (sång)
Love Story är titeln på en låt som är både skriven och producerad av den amerikanska countrypopsångerskan Taylor Swift. Det är den första singeln från hennes andra studioalbum, Fearless. Låten släpptes som singel 16 september 2008, och i november nådde den första platsen på Billboards Country-lista. Den blev också hennes första topp fem-hit på Billboard Hot 100. Låten är Taylors första internationella singel utanför Nordamerika och Australien, och den blev en stor hit i flera länder. Från och med 8 februari 2009 hade "Love Story" laddats ner mer än 4 miljoner gånger, något som gör den till den mest nedladdade countrylåten i historien.

## Detaljer om låten
Sången är en mid-tempo låt, tillsammans med banjo och gitarr. Låten är inspirerad av berättelsen om Romeo och Julia, som beskriver ett ungt par som blir förälskade i varandra, men flickans pappa förbjuder henne från att träffa pojken. I slutändan så förenas dock paret, efter att pojken har talat med fadern.
Popmixen ersätter country-instrumentet banjon, och lägger istället till en tyngre baslinje, en trumloop, och tyngre elektriska gitarrer. Den internationella radiomixen är en hybridmix av countryversionen och popmixen.
I musikvideon spelar Taylor "Julia", och rollen som "Romeo" spelas av Justin Gaston (mest känd som Miley Cyrus ex-pojkvän).

## Låtlista
CD-singel
1. "Love Story" (International Radio Mix)
2. "Love Story" (U.S. Pop Mix)
3. "Love Story" (U.S. Album Version)

Remix CD-singel
1. "Love Story" (Radio Edit)
2. "Love Story" (J Stax Full Mix)
3. "Love Story" (J Stax Edit)
4. "Love Story" (Digital Dog Remix)
5. "Love Story" (Digital Dog Edit)
6. "Love Story" (Digital Dog Dub)

UK CD-singel
1. "Love Story" (Radio Edit)
2. "Beautiful Eyes"
3. "Love Story" (Digital Dog Radio Mix)

## Listplaceringar
| Land (2008-2009) | Topplacering |
| ---------------- | ------------ |
| Australien       | 1            |
| Belgien          | 39           |
| Danmark          | 16           |
| Europa           | 10           |
| Frankrike        | 14           |
| Grekland         | 14           |
| Irland           | 3            |
| Japan            | 3            |
| Kanada           | 1            |
| Nederländerna    | 13           |
| Norge            | 7            |
| Nya Zeeland      | 3            |
| Schweiz          | 50           |
| Storbritannien   | 2            |
| Sverige          | 10           |
| Tjeckien         | 4            |
| Tyskland         | 22           |
| USA              | 4            |